# شعبان أحمد بدير
شعبان أحمد بدير (مواليد 1971 في قرية زاوية البحر، محافظة البحيرة، مصر) هو أكاديمي وكاتب مصري.

## تعليمه
تخرج من جامعة الإسكندرية عام 1994 بليسانس الآداب، ثم حصل على الماجستير من جامعة المنوفية عام 2003. وحصل على شهادة الدكتوراه في الدراسات الأدبية من كلية الآداب جامعة الإسكندرية عام 2006.

## حياته العملية
أكاديميًا، عمل بدير أستاذًا مساعدًا ورئيسًا لقسم اللغة العربية بكلية الآداب جامعة العلوم الحديثة في دبي، كما عمل منسقا للغة العربية في جامعة الجزيرة في دبي أيضًا. وعمل أستاذًا منتدبًا للغة العربية والنقد الأدبي والتراث الشعبي بعدد من الجامعات الإماراتية من بينها: الجامعة القاسمية، وأكاديمية العلوم الشرطية، ومعهد التراث في الشارقة.
بدير عضو في عدة هيئات محلية ودولية مهتمة باللغة العربية أهمها: المجلس الدولي للغة العربية، وجمعية حماية اللغة العربية في الشارقة.
يعمل حاليا محاضرا للغة العربية في جامعة الإمارات العربية المتحدة في العين.

## منشوراته

### مؤلفات
- كتاب «شعر ابن النبيه المصري: دراسة فنية»، دار عالم الكتاب الحديث للنشر والتوزيع، عمّان، 2020[3][4]
- كتاب «قضايا الشعر الصوفي بين الفكر والفن»، دار عالم الكتاب الحديث للنشر والتوزيع، عمّان، 2019[5][6][7]
- كتاب «مهارات الاتصال باللغة العربية بين النظرية والتطبيق»، دار الآفاق المشرقة، الأردن، 2014[8]
- كتاب «مهارات الاتصال باللغة العربية» (المستوى الأول والثاني)، دار الكتب القانونية، القاهرة، 2015
- كتاب «مهارات اللغة العربية لطلاب القانون»، جامعة الإمارات، 2018 (مشاركة في التأليف)

### دراسات وأبحاث
- القيم الجمالية للصورة الفنيّة في شعر فتاة العرب عوشة السويديّ، 2021[9][10]
- تداخل الأجناس الأدبية في السيرة الذاتية في كتاب سيرة ذاتية تشبهني لكريم معتوق، سياقات اللغة والدراسات البينية، 2020[11]
- الحقول الدلالية وعلاقتها بالسياق في شعر غازي القصيبي، أسلوبيات، 2020[12]
- أبعاد توظيف الموروث الشعبي في الشعر الإماراتي مانع سعيد العتيبة أنموذجا، المؤتمر الدولي السادس للغة العربية، 2017[13]
- البناء الفني في رواية الكاتب الإماراتي علي أبو الريش قميص سارة، المؤتمر الدولي الخامس للغة العربية، 2016[14]
- الجمال في الشعر الصوفي، حوليات التراث، 2008[15][16]

## الجوائز والتكريمات
- درع الإبداع الأدبي والفني، جامعة الإمارات، 2017[1][17]
- درع التميز في الأداء، جامعة العلوم الحديثة، يوليو 2014[1][17]
- الأستاذ المثالي، جامعة العلوم الحديثة، 2014–15[1][17]

## روابط خارجية
- صفحته نسخة محفوظة 28 يونيو 2021 على موقع واي باك مشين. على جوجل سكولار